# Túristvándi
Túristvándi è un comune dell'Ungheria di 771 abitanti (dati 2001). È situato nella contea di Szabolcs-Szatmár-Bereg.